# Lista över Indiens längsta floder
Lista över Indiska halvöns längsta floder
Floder över 500 km längd, inklusive deras sträckning utanför halvön:
1. Indus 2 880 km
2. Brahmaputra 2 832 km
3. Ganges 2 496 km
4. Irrawaddy 2 080 km
5. Sutlej 1 550 km
6. Godavari 1 450 km
7. Yamuna 1 376 km
8. Narmada 1 289 km
9. Chenab 1 200 km
10. Panjnad 980 km
11. Krishnafloden 900 km
12. Mahanadi 830 km
13. Kaveri 760 km
14. Ravi och Tapti 720 km
15. Chambal och Gandak 650 km
16. Bhima 594 km
17. Betva 560 km